# Грядовий
Грядо́вий (рос. Грядовой) — невеликий острів у Ладозькому озері. Належить до групи Західних Ладозьких шхер. Територіально належить до Приозерського району Ленінградської області, Росія.
Витягнутий із північного заходу на південний схід. Довжина 0,9 км, ширина 0,2 км.
Розташований в затоці Лехмалахті, на південь від острова Монтоссарі. Острів височинний, висотою до 34 м, південний берег скелястий. Весь вкритий лісами.
| Росія | Це незавершена стаття з географії Росії. Ви можете допомогти проєкту, виправивши або дописавши її. |